# Catedral de Santa Maria de Tui
La Catedral de Santa Maria de Tui és un temple catòlic situat a la ciutat de Tui, al sud de la província de Pontevedra (Galícia). Des de 1959 pertany a la diòcesi de Tui-Vigo. La catedral és el màxim exponent artístic de la ciutat de Tui. És al cim del pujol de Tudo a l'anti castro.
Es va construir entre l'any 1120 i 1180 en ple estil romànic. Va tenir reformes importants en altres èpoques principalment en estil gòtic, com és el cas de la façana principal, datada aproximadament de l'any 1225.

## Història
La construcció va començar a la darreria del segle xi, quan s'esmenta per primera vegada el 1095, en el document de donació dels Comtes de Galícia, Raimundo de Borgonya i Urraca. Es creu que va prendre el model de la catedral de Santiago de Compostel·la, amb girola i transsepte de tres naus. L'estil inicial és el romànic, amb una extraordinària riquesa i importància, va influir molt a tota la regió del Miño gallec i portuguès on les esglésies mantenen les formes decoratives del romànic tudense.

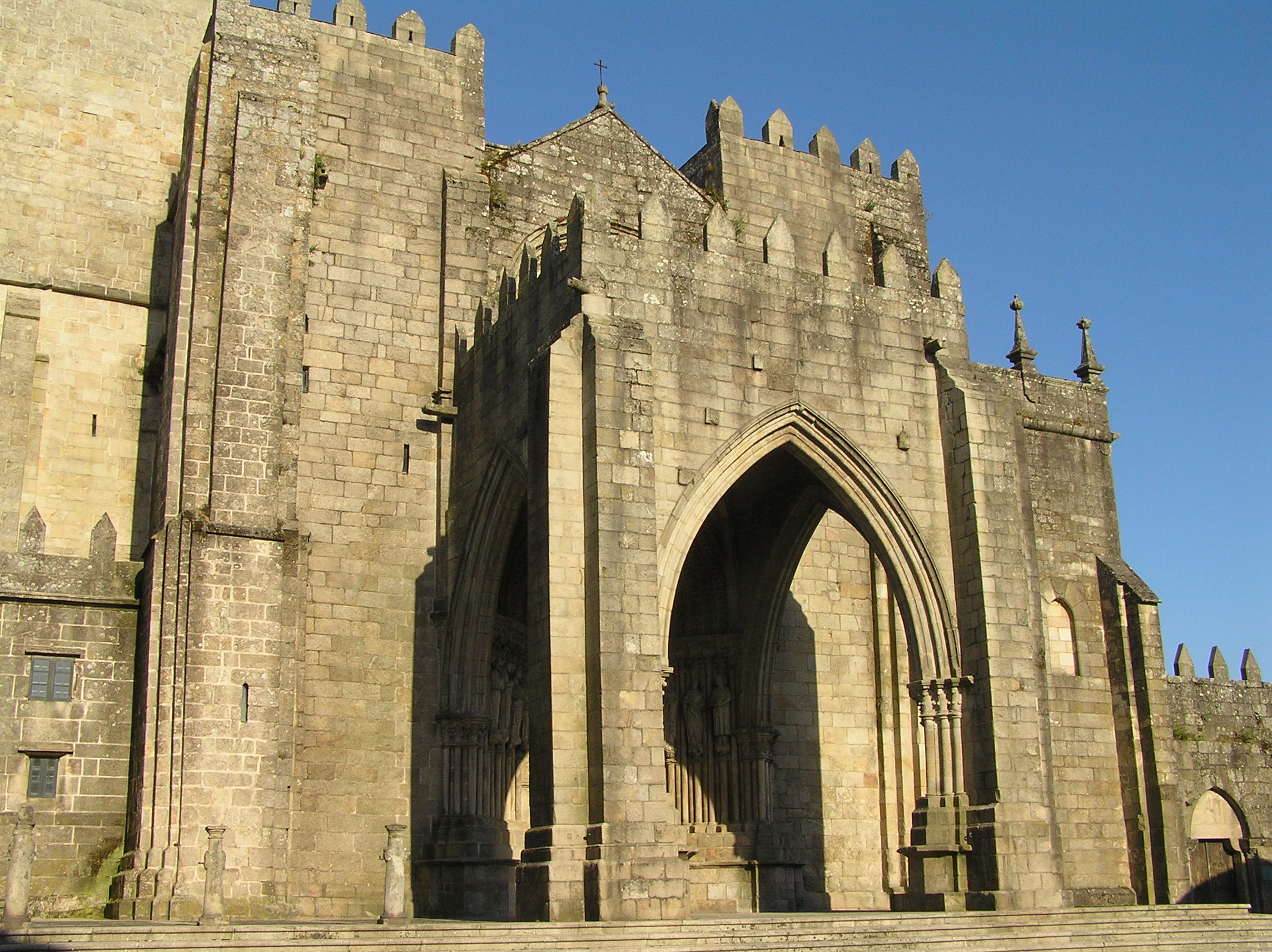
Entrada principal a la catedral.

La solució exterior del temple tudense també va abrigar formes originals, tant per la sobrietat com l'elegància en partir de paraments lliures de volums i solament alternats pel joc de finestres romàniques. En els extrems de l'edifici catedralici es van dissenyar les torres, dues i dues en els extrems del transsepte, i dues torrasses en els peus. Aquestes línies afirmaven el caràcter i fermesa de l'edifici, tendint a un aspecte defensiu, que seria reforçat el 1424 amb la torre de San Andrés en la part nord, i la torre de Soutomaior en l'angle sud-oest del claustre gòtic el 1408. Les torres del transsepte serien desmuntades al segle xviii, sobrevivint només la torre de les campanes.

## Museu
En l'antiga capella de Santa Catalina es troba el Museu Catedralici amb les peces del tresor, entre les quals destaquen:
- Copón de coco (segle xv)
- Talla de la Verge la Patrona (segle XIV)
- Lamentació de Crist mort, fragment del vell retaule major de 1520 en pedra calcària.

## Galeria d'imatges

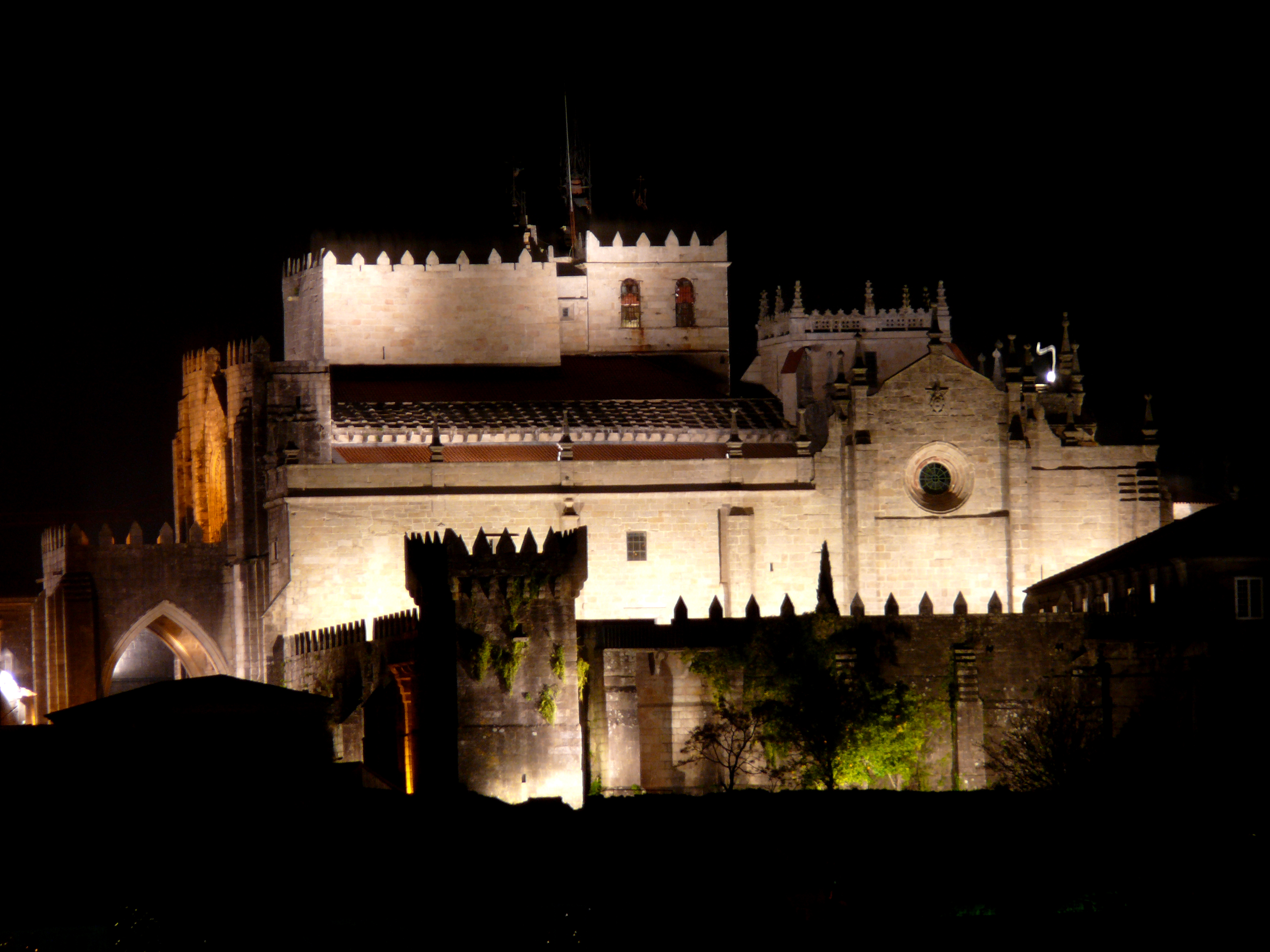
Vista nocturna
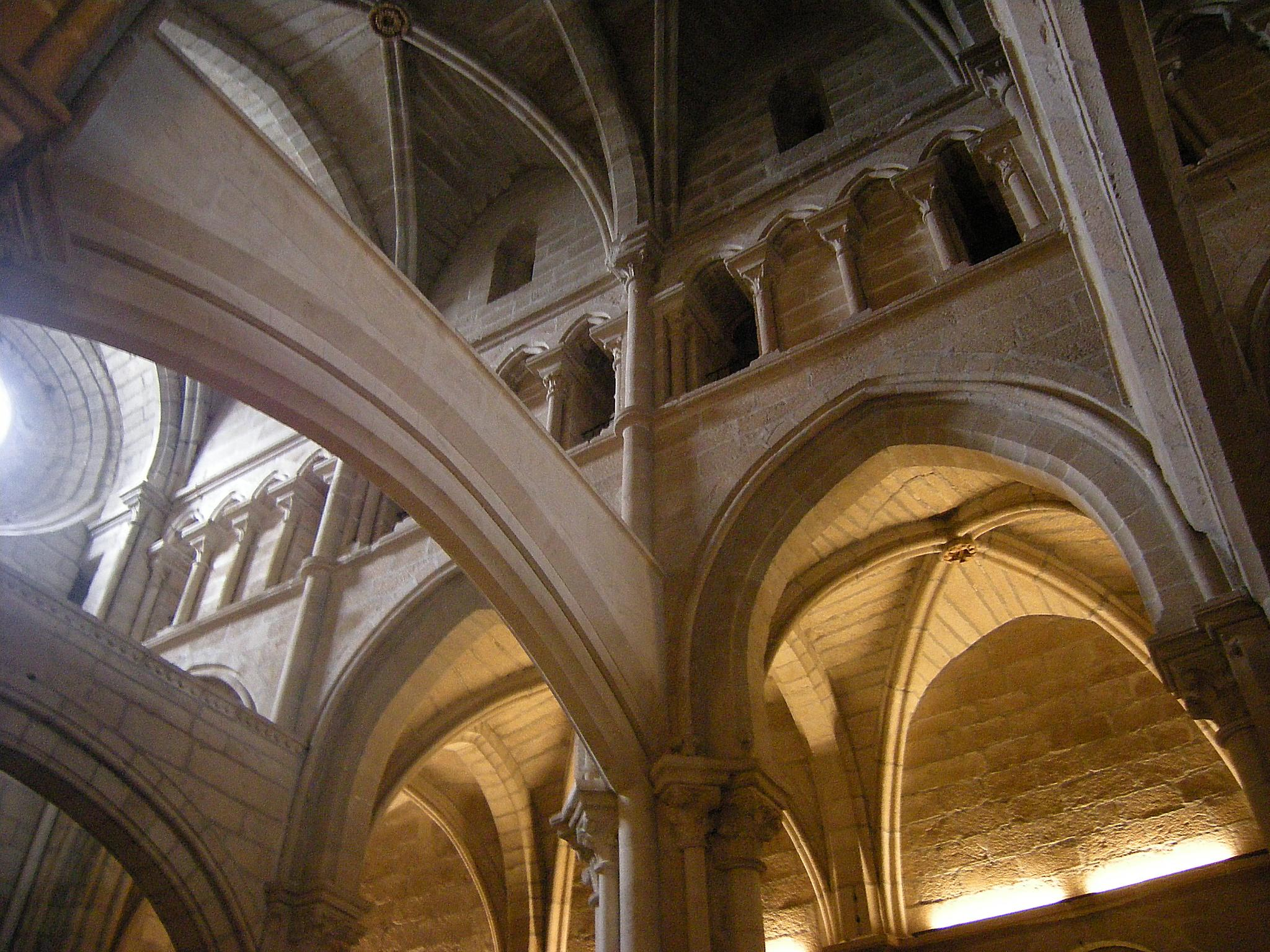
Interior
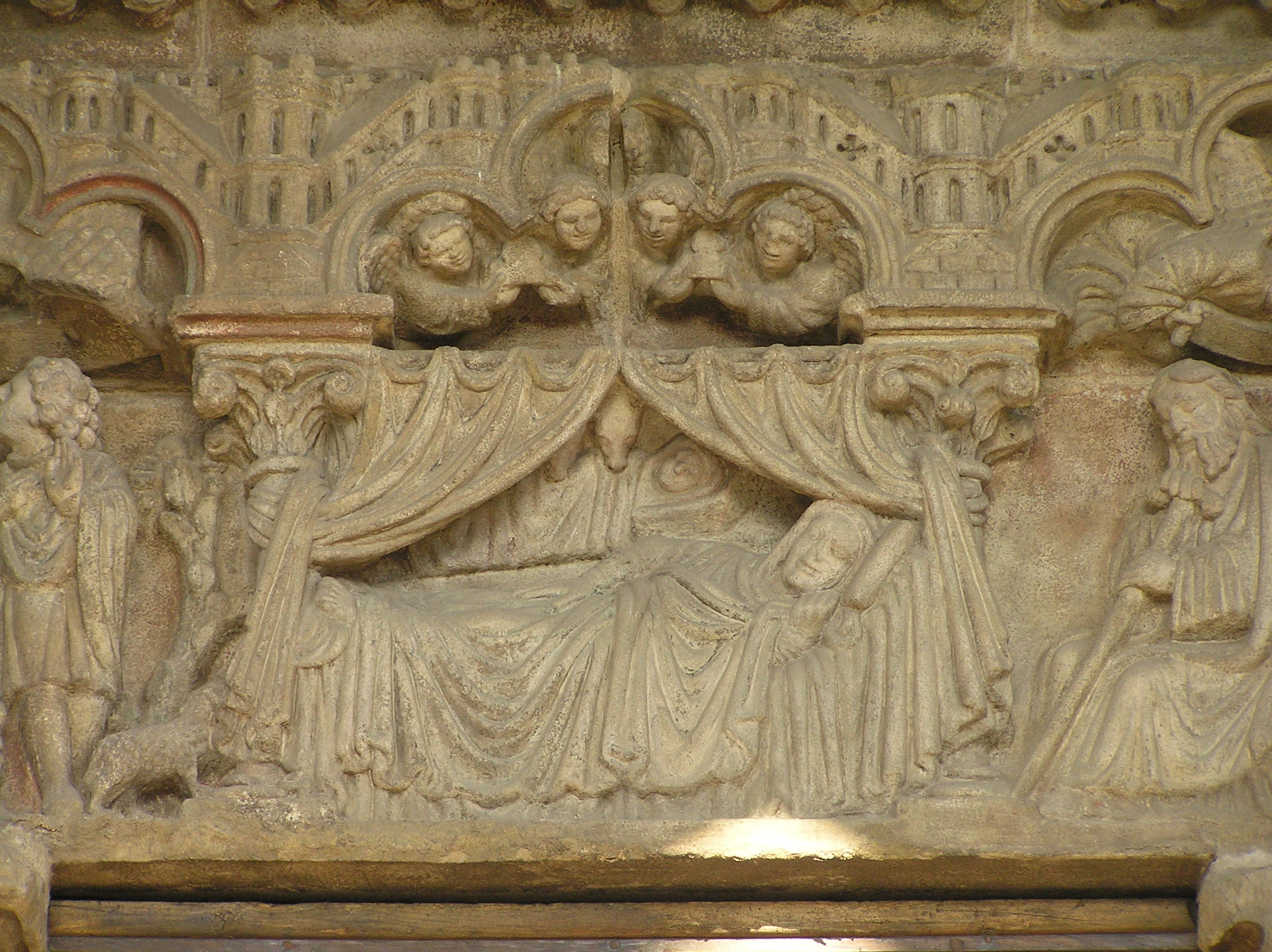
Detall del Naixement
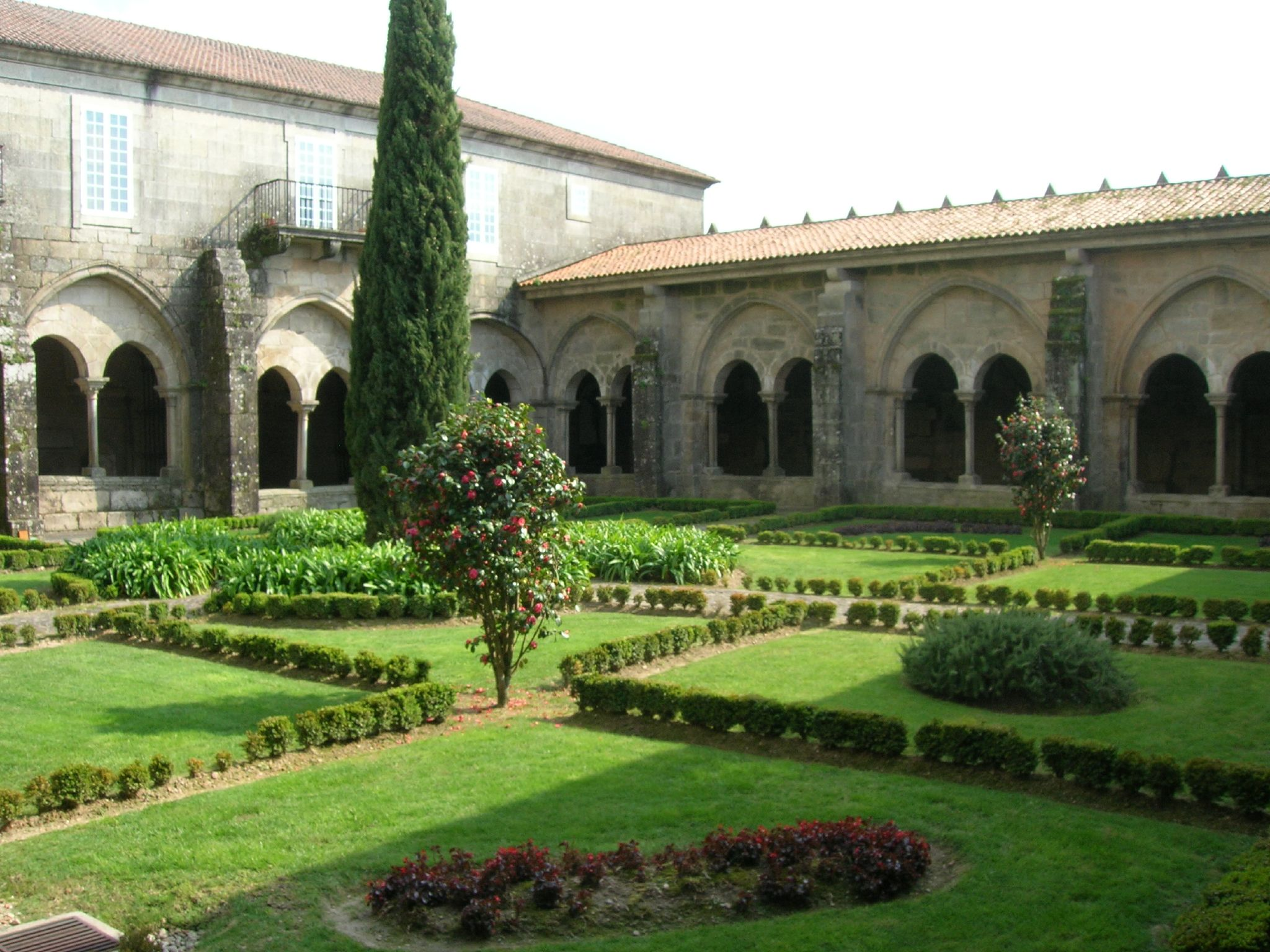
Claustre